# Банда Веры Матвиенко
Банда Веры Матвиенко — цыганское преступное формирование, орудовавшее в 2001 году в Белокалитвинском и прилегающем к нему районах Ростовской области. Занималось грабежами и убийствами сельских жителей преклонного возраста.

## История создания
Вера Матвиенко, фактически возглавившая банду убийц, была родом из-под Саратова. У неё было семеро детей от первого мужа, которого она бросила и уехала в Ростовскую область. Там она познакомилась с ранее судимым за убийство Гаврилой Беликовым и стала его сожительницей. Родственники мужа называли её «Лялей». Матвиенко обладала жёстким характером и, по убеждениям знавших её людей, владела техникой гипноза.
В банду входили одиннадцать человек, из них десять — цыганской национальности, одиннадцатым был больной олигофренией местный житель Николай Тугушев. Целями банды были избраны пожилые одинокие старики, жившие в Белокалитвинском и соседнем с ним районах Ростовской области, которых они планировали грабить. Сами бандиты проживали в посёлке Коксовом на улице Первомайской, 6.

## Преступления
9 июня 2001 года несколько членов банды ограбили в хуторе Новопокровский Кашарского района двух супругов Поповых. Добычей бандитов стали 7850 рублей, кожаная куртка, часы и четыре пары носков.
3 ноября 2001 года бандиты вновь ограбили пенсионерку. В ночь с 9 на 10 ноября 2001 года в Коксовом членом банды Владимиром Ковтуненко была избита и ограблена 80-летняя пенсионерка. Цыгане надели на голову ей сумку, повалили на кровать, накрыли одеялом и стали избивать, требуя выдать деньги. Они забрали всю алюминиевую посуду и 860 рублей.
Спустя месяц, 12 декабря 2001 года в хуторе Ленина Белокалитвинского района члены банды жестоко убили и ограбили пенсионерку 1928 года рождения. Не приходя в сознание, женщина, которую цыгане пытали раскалённым утюгом, скончалась в местной больнице. Преступники похитили все хоть сколько-нибудь ценные вещи, включая старинный бронзовый крест. Уже через несколько часов, 13 декабря 2001 года, в том же хуторе Ленина бандиты ограбили ещё одну пенсионерку, скончавшуюся от пыток через три дня. В тот же день другая часть банды совершила точно такое же преступление в хуторе Жирнов Тацинского района. На всех этих трёх убийствах бандиты не нажили никаких денег, а только нескольких ценных вещей. С мест преступления они забирали даже консервы.
Во всех трёх случаях бандиты производили предварительную разведку местности. Сердобольные старушки сами приглашали в свой дом цыганок с детьми, а те, выведав нужные сведения о том, приходят ли родственники, выполняли в банде функции наводчиц. Более того, Матвиенко, принимавшая наряду со своей знакомой Фатимой Николаенко участие в разведке, лично участвовала в нападениях на дома и лично пытала старушек.
Банда орудовала в нескольких районах Ростовской области, ввиду чего сотрудникам правоохранительных органов долгое время не удавалось её обезвредить. 16 декабря в хуторе Алексеев Морозовского района бандиты вновь убили 72-летнюю пенсионерку. В Ростовской области среди местных жителей началась паника. Для поимки были привлечены казачьи подразделения, патрулировавшие по ночам улицы сельских районов. Местные жители, давно подозревавшие в совершении преступлений местных цыган, могли устроить беспорядки на этнической почве, но своевременная поимка бандитов остановила это.

## Арест, следствие и суд
Через несколько дней после последнего убийства машина, в которой находились Беликов, Матвиенко и члены банды Владимир Ковтуненко и Гаврила Иващенко, была остановлена сотрудниками Государственной инспекции безопасности дорожного движения. В ходе досмотра машины в ней был обнаружен бронзовый крест, похожий на тот, что пропал с места одного из убийств. Все, кроме Ковтуненко, были арестованы. Прямых улик против них первоначально не было, но вскоре Матвиенко и Николаенко были опознаны выжившими потерпевшими. К тому же, как выяснилось, на месте одного из преступлений был обнаружен отпечаток пальцев, идентифицированный как отпечаток пальца Веры Матвиенко. После этого бандиты стали давать показания и выдали всех своих соучастников. На следующий день в городе Морозовске были арестованы Ковтуненко и его сводный брат Михаил Савенко. Матвиенко пыталась утверждать, что главарём в банде был Ковтуненко, однако тот утверждал обратное. Последнее подтвердили и все члены банды. Были арестованы также сожительница Иващенко — несовершеннолетняя Лидия Чентолай, его сестра Раиса Иващенко и Николай Тугушев. Ещё один член банды, старший сын Матвиенко Сергей, избивавший ногами старушек, сумел скрыться. О его судьбе ничего не известно. Последний член банды, Ян Юрченко, был задержан только 1 мая 2002 года в городе Шахты.
Итогом деятельности банды стали 17 грабежей и разбойных нападений и 7 убийств. 10 октября 2002 года Ростовский областной суд вынес приговор. Иващенко и Ковтуненко были приговорены к пожизненному лишению свободы, Матвиенко — к 22 годам, Гаврила Беликов (муж Матвиенко) — к 13,5, Фатима Николаенко — к 12, Михаил Савенко — к 10, Раиса Иващенко — к 9, Лидия Чентолай — к 8, Ян Юрченко — к 5, Николай Тугушев — к трём годам.
Владимир Ковтуненко и Гаврила Иващенко были этапированы в колонию особого режима ФКУ ИК-6  города Соль-Илецк, более известную как «Чёрный дельфин».

## В заключении
В декабре 2019 года в журнале «Казённый дом» появилось письмо от Владимира Ковтуненко, в котором преступник просит о переписке.
По состоянию на декабрь 2022 года Иващенко и Ковтуненко продолжают отбывать назначенное Ростовским областным судом наказание в виде пожизненного лишения свободы в колонии «Чёрный дельфин».

## В массовой культуре
- Документальный фильм «Дьяволица» из цикла «Криминальная Россия» (2002)